# Loài phổ biến
Các loài phổ biến và các loài không phổ biến là các định danh được sử dụng trong sinh thái học để mô tả tình trạng dân số của một loài. Sự phổ biến có liên quan chặt chẽ đến sự phong phú sinh thái. Sự phong phú sinh thái đề cập đến tần suất mà một loài được tìm thấy trong các mẫu được kiểm soát; ngược lại, các loài được định nghĩa là phổ biến hoặc không phổ biến dựa trên sự hiện diện tổng thể của chúng trong môi trường. Một loài có thể được coi là phong phú tại địa phương mà không phổ biến.
Tuy nhiên, "phổ biến" và "không phổ biến" đôi khi cũng được sử dụng để mô tả mức độ phong phú, với một loài phổ biến ít phong phú hơn một loài phong phú, trong khi một loài không phổ biến thì có mức độ phong phú hơn một loài quý hiếm.
Các loài phổ biến thường được coi là có nguy cơ tuyệt chủng thấp chỉ vì chúng tồn tại với số lượng lớn, và do đó tình trạng bảo tồn của chúng thường bị bỏ qua. Trong khi điều này là hợp lý rộng rãi, có một số trường hợp một khi các loài phổ biến đang bị tuyệt chủng như chim bồ câu chở khách và châu chấu Rocky Mountain, được đánh số lần lượt là hàng tỷ và hàng nghìn tỷ trước khi chúng chết. Hơn nữa, sự suy giảm tỷ lệ nhỏ ở một loài phổ biến dẫn đến mất một số lượng lớn cá thể và đóng góp cho chức năng hệ sinh thái mà những cá thể đó đại diện. Một bài báo gần đây lập luận rằng vì các loài phổ biến hình thành hệ sinh thái, đóng góp không tương xứng vào hoạt động của hệ sinh thái và có thể cho thấy sự suy giảm dân số nhanh chóng, bảo tồn nên xem xét kỹ hơn về sự đánh đổi giữa sự tuyệt chủng của loài và sự suy giảm của quần thể.